# Escキー

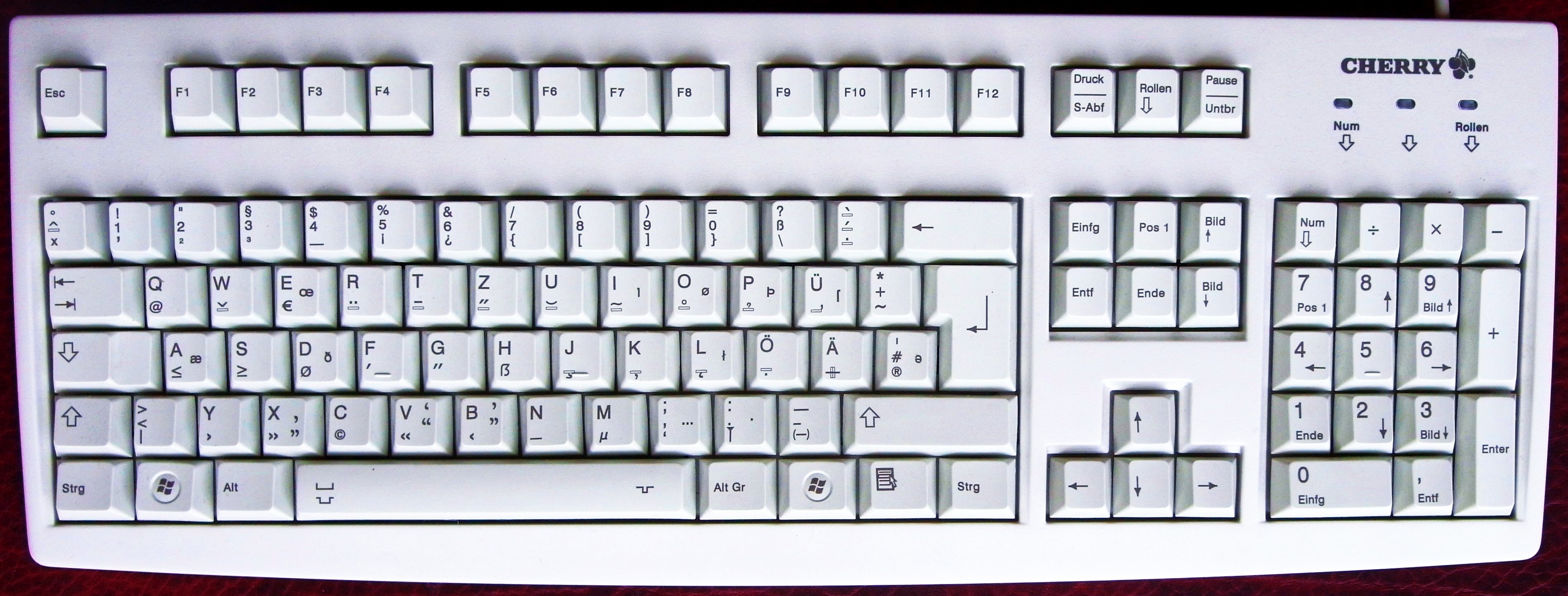
コンピュータのキーボード。Escキーが英数キーエリアから独立してキーボードの左上隅にある。

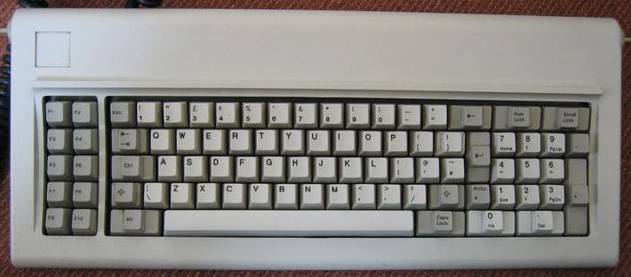
IBMの83鍵キーボード（1981年）。Escキーが英数キーエリアの左上隅（"1"の左）にある。

Escキーとは、コンピュータ用のキーボードにあるキーの1つである。一般に「エスケープキー」(英語: escape key)と呼ばれており（ISO/IEC 9995における名称でもある）、キーに「Esc」または「Escape」と刻印されている。
Escキーを押下するとエスケープ文字（ASCIIで27、UnicodeでU+001B）が発生する。エスケープ文字がキーボードからコンピュータに送られると、ソフトウェアによって「停止」と解釈される。実際には、多くのアプリケーションプログラムで「キャンセル」の意味で使用されている。また、外部デバイス（1980年代以降のプリンタ、端末、Linuxコンソールなど）に送られると、特別な機能を実行するためのエスケープシーケンスの開始と解釈される。
Escキーはキーボードの左上隅に配置されるのが一般的になっているが、これはIBM PCキーボードからであり、それ以前には違う位置にEscキーがあるものもあった。Escキー自体はテレタイプ端末から存在した。

## 歴史
エスケープキーは、IBMに勤務していたプログラマー、ボブ・バーマーによって1960年に作られた。彼は、文字コードの異なる多様なコンピュータ間で通信をする際に、文字コードを切り替えるためにエスケープキーを作った。初期のASR-33のキーボードの同様の機能のキーには"Alt Mode"と刻印されており、それはテレタイプ端末の文字送り装置(escapement)に、次の1文字を特別な意味で取扱うよう指示する代替モード(alternative mode)を意味していた。後のプリンタや端末では、エスケープ文字の後に複数のバイトが続くエスケープシーケンスを使用するようになった。
エスケープという名称から、Escキーは、多くのアプリケーションプログラムで「現在の操作を抜ける（脱出する）」用途に流用された。初期のアプリケーションプログラムでは、この際に「変更を保存して終了する」場合（つまり完了）と、「保存せず終了する」場合（つまりキャンセル）があり、ユーザーの混乱にもなった（CUAも参照）。
伝統的な多くのテキストエディタやワープロソフトでは、Escキーは「モード変更」（現在の編集モードを抜けてコマンドモードに移動する）用のキーとして多用された。viではEscキーによりコマンドモードに移動できる。一太郎ではEscキーにより「Escメニュー」が表示される。MS-DOS版のMicrosoft WordではEscキーによりメニューが表示される。またVZ Editorの常駐モードでは、EscキーによりMS-DOSよりVZ Editorを起動できる。このため101キーボード以降でEscキー（およびコントロールキー）の位置がホームポジションから離れた事は議論となった（コントロールキー#キーの位置も参照）。
なおメインフレームの伝統的な環境では「システムのコマンドモードに移動する」という用途には、専用のSysRqキーが使用される（TSO使用中のVTAMコマンド入力など）。

## 用途
現在のWindowsでは、Escキーはダイアログボックスの「いいえ」「終了」「キャンセル」「中断」などのショートカットキーとして使用されている。またWindowsの稼働するマシンでキーボードにWindowsキーが無い場合では、コントロールキーを押しながらEscキーを押すことで、Windowsの「スタート」ボタンのショートカットとなる。WindowsにはEscキーの使用を含めた多数のショートカットがあり 、その多くはWindows 3.0で生まれ、XP, Vistaを経由してWindows 7にも引き継がれている。
macOSでは、ダイアログボックスのキャンセルのショートカットキーとしての用途の他、コマンドキー + オプションキーを押しながらEscキーを押すことで、アプリケーションの強制終了ウィンドウが表示される 。
多くのウェブブラウザでは、Escキーは「中止」ボタンのショートカットキーとされている 。
多くのコンピュータゲームでは、Escキーをポーズボタンやゲーム内のメニューの表示（その中にはゲームの終了が含まれる）のために使用している。

viが開発されたADM-3Aのキー配列。Escキーが今日のタブキーの位置にある。

viでは、モード変更のためにEscキーを使用する。これは、viの開発に用いられたADM-3AではEscキーが現在一般的なキーボード（PC/AT互換機など）のタブキーの位置（Qの左）とホームポジションから近い場所にあり、押しやすかったためである。現在一般的なキーボードでは、Escキーはキーボードの左上端にあり、押すためにはホームポジションから手を離す必要が生じた。

## 記号

ISOにおける"Escape"のキーボード記号

Escキーには通常ラテン文字で"Esc"と刻印されているが、Escキーに刻印する記号がISO/IEC 9995-7（symbol 29）やISO 7000（symbol ISO-7000-2029）で右記の図のように定められている。この記号はUnicodeにU+238B broken circle with northwest arrow (⎋)としてコード化されている。

## 備考
言葉遊びとして、「Esc」の由来は「Escape」ではなく「extra services control」とも言われる 。

## 参照
1. ↑  Kennedy, Pagan, "Who Made That?", New York Times Magazine, October 7, 2012, p.20
2. ↑  IDG: Han uppfann Escape-tangenten
3. ↑  Windows のキーボード ショートカット
4. ↑  Mac のキーボードショートカット
5. ↑  Unix keybindings for Netscape
6. ↑  IE7 Quick Reference Sheet
7. ↑  Cheat Sheet for Mozilla FireFox (Key Board Short Cuts)
8. ↑  Richard C. Detmer, Essentials of 80x86 Assembly Language, pg.14